# すわるジョルジェット・シャルパンティエ嬢
『すわるジョルジェット・シャルパンティエ嬢』（すわるジョルジェット・シャルパンティエじょう、仏: Mademoiselle Georgette Charpentier assise）は、フランスの画家ピエール＝オーギュスト・ルノワールにより1876年に描かれた絵画である。東京にあるアーティゾン美術館に所蔵されている。

## 概要
この作品のモデルは、ルノワールのパトロン（支援者）であった出版業者、ジョルジュ・シャルパンティエの一人娘、ジョルジェットである。彼女は1872年7月30日生まれで、当時4歳であった。

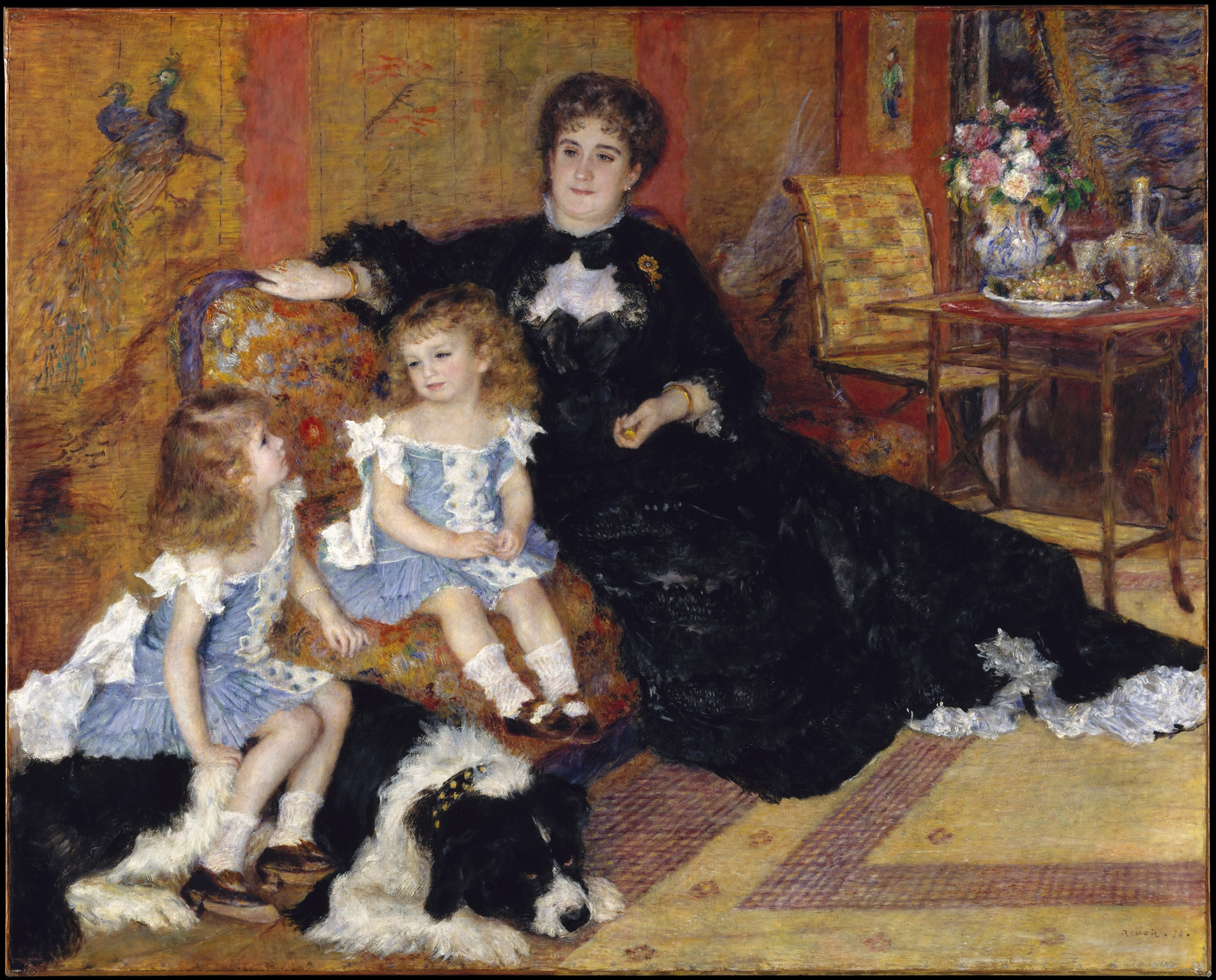
『シャルパンティエ夫人とその子どもたち』。左端が6歳になったジョルジェット。中央は女装した弟のポール・エミール。

ジョルジェットは、1878年に描かれた『シャルパンティエ夫人とその子どもたち』にも登場しており、左端に座っているのが彼女である。
ジョルジュは、ギ・ド・モーパッサンやエミール・ゾラ、ゴンクール兄弟など、当時人気を得ていた作家の小説を刊行し、大きな成功を収めていた老舗出版社の経営者であり、その妻、マルグリットは、政治家やアーティスト、女優などを自宅に招いて夜会を催していた。1875年の競売会でルノワールの作品を買い上げたジョルジュは、翌年、娘の肖像画の製作を当時30代半ばだったルノワールに依頼した。
本作は、『ムーラン・ド・ラ・ギャレットの舞踏会』などとともに、1877年の第3回印象派グループ展に出品された。パレットの上で絵の具を混ぜ合わせずに、そのままキャンバスに載せていく〈筆触分割〉という技法が用いられている。

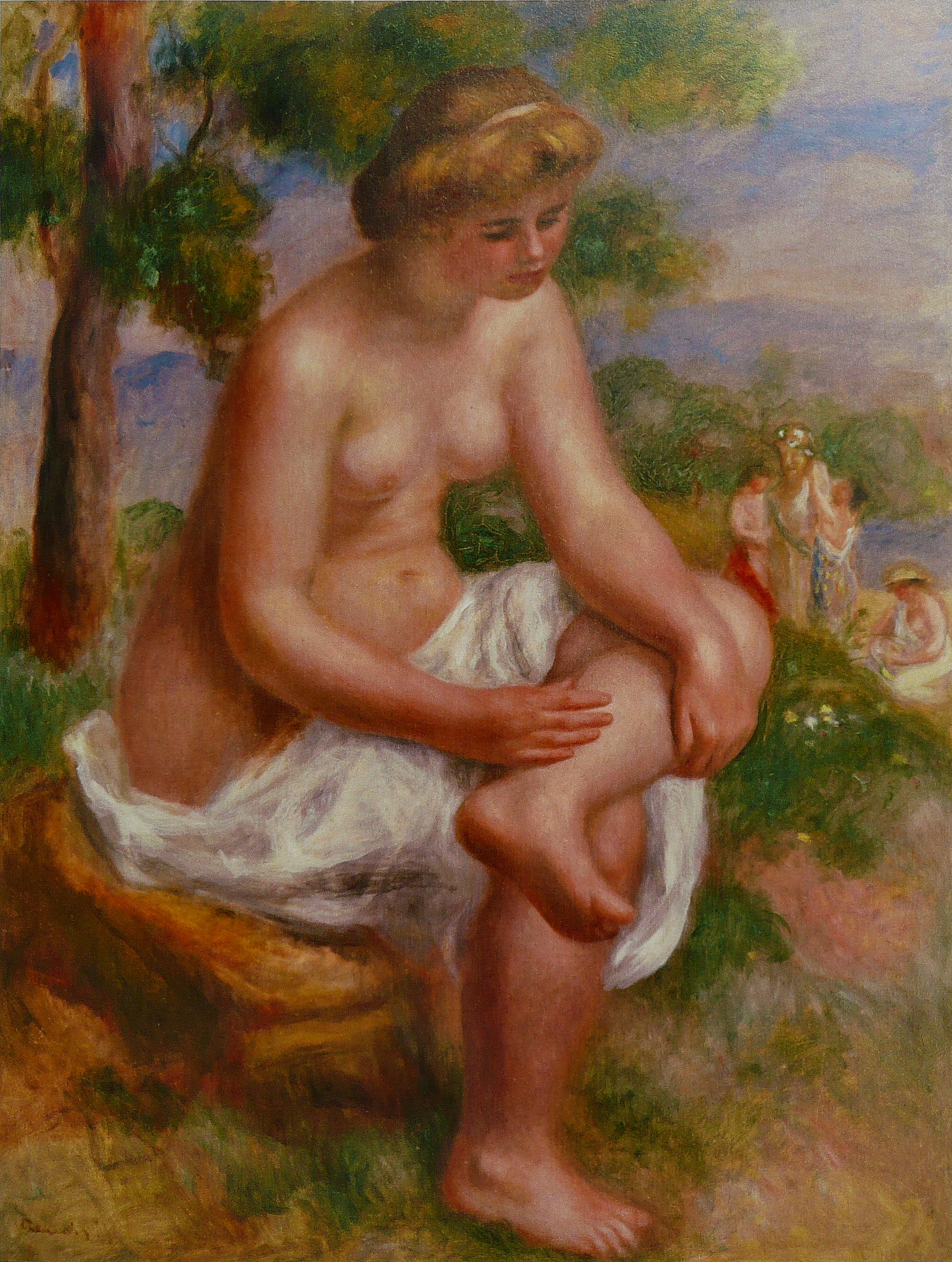
『風景の中の座る浴女、エウリディケ』

ジョルジェットは、生涯の間、この作品を常に持参していた。彼女が1945年に亡くなった後、遺族が作品を手放し、1987年にブリヂストン美術館（現：アーティゾン美術館）の所蔵となる。

## 作品
青色を基調としたドレスを身につけた少女が、大きく豪華な椅子にちょこんと座っている。微笑みを浮かべている少女が履いているソックスも、青色である。青色は、彼女の髪の毛の他に、眼の周囲の陰影の描写、床に敷かれているカーペットにも採用されている。少女の肌には、青色の他に、黄色や赤色などが使われている。赤色のサンゴでできたネックレスを首にかけている。少女の足の先は、床に届いていない。
背景は、画面の奥に引っ込ませるためにトーンが落とされている。逆に少女は、明るく浮かび上がらせるために、三角形の構図の中に収められている。足を組むポーズは、年齢の割りに少し大人びた印象を醸し出している。これと同様のポーズは、1895年から1900年頃に描かれた『風景の中の座る浴女、エウリディケ』にも見られる。

## 評価・解釈
ブリヂストン美術館の貝塚健は、「この絵には、社長に何とか気に入られようとする切羽詰まった感じがある」「テストを受ける受験生のような緊張感がみなぎっている」と評価している。同美術館の宮崎克己は、「背の高いルノワールが座っている子どもを見下ろしているような、その場のある時間、ある瞬間の状況を暗示しているのではないかと思います」と述べている。